# Nomenclatura chimica

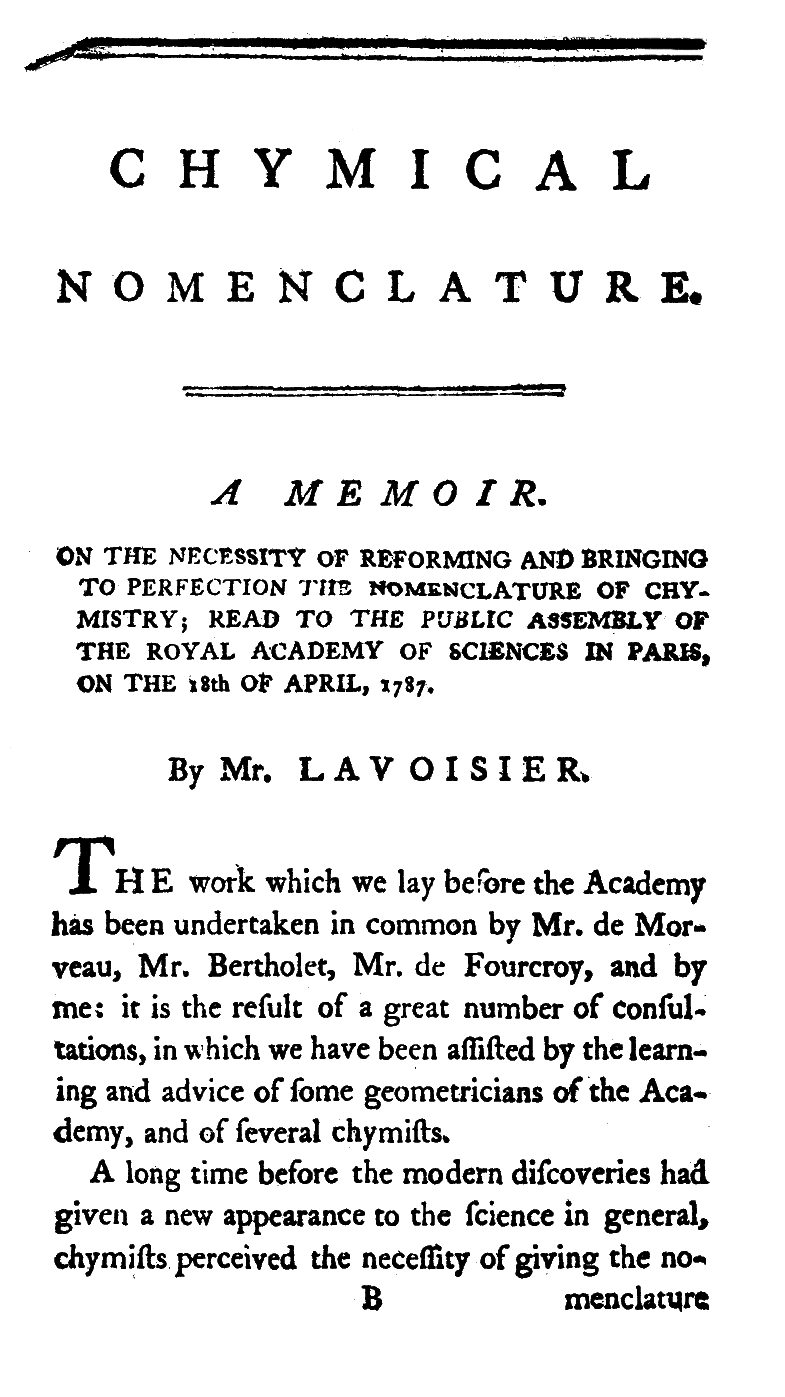
Prima pagina della Chymical Nomenclature di Lavoisier

La nomenclatura chimica è regolamentata dalla IUPAC (International Union for Pure and Applied Chemistry), un'associazione internazionale che periodicamente si riunisce per aggiornare le regole della "sintassi chimica" alla luce delle nuove conoscenze. Le regole della nomenclatura, presentate qui e tuttora valide, sono state elaborate durante il congresso IUPAC del 1959, basato sulle precedenti proposte di Alfred Stock.
Antoine Lavoisier, intorno al 1787, diede per primo una sistemazione alla nomenclatura chimica rendendola simile alla moderna. I suffissi -ico -oso -ato -ito -uro, usati ancora oggi, furono introdotti dal chimico francese. Per gli elementi, Lavoisier propose dei simboli geometrici, che all'inizio dell'Ottocento usava segni circolari.
I simboli degli elementi come li conosciamo oggi furono introdotti da Jöns Jacob Berzelius nel 1813. La loro semplicità ha contribuito, a poco a poco, alla definitiva affermazione di tale simbologia.
I simboli degli elementi sono costituiti da una, due o tre lettere che derivano dal nome originale, spesso latino dell'elemento chimico. Per esempio, la lettera C rappresenta il carbonio (dal latino carbo), O l'ossigeno (dal greco oxis e genes), U l'uranio (dal pianeta Urano, scoperto pochi anni prima dell'elemento), Cu il rame (dal latino cuprum).

## La valenza e lo stato di ossidazione
Gli atomi formano legami utilizzando gli elettroni degli orbitali esterni: condividendoli, cedendoli o catturandoli dagli atomi vicini. Da qui deriva il concetto di valenza.
In passato, quando non era chiara la natura del legame chimico, si confrontavano le formule dei composti con quelle di composti analoghi contenenti idrogeno oppure ossigeno. La valenza di un elemento era data dal numero di idrogeni o dal doppio degli ossigeni necessari per rimpiazzare l'elemento considerato. Per esempio, in AgCl l'argento sostituisce un idrogeno di HCl, quindi Ag ha valenza 1.
Conoscere la valenza degli elementi combinati è di fondamentale importanza per assegnare i nomi e scrivere le formule corrette dei composti. Per ricavare le valenze dobbiamo conoscere le configurazioni elettroniche dei composti.
Analogo al concetto di valenza è quello di numero di ossidazione legato al primo dalla relazione Valenza = Val.ass.( OX).
Lo stato di ossidazione (o numero di ossidazione) di un elemento chimico in un composto è definito come la differenza tra il numero di elettroni di valenza dell'atomo considerato e il numero di elettroni che ad esso rimangono dopo aver assegnato tutti gli elettroni di legame all'atomo più elettronegativo di ogni coppia. Il numero di ossidazione (abbreviato in "n.o.") è positivo se gli elettroni vengono ceduti, mentre è negativo se vengono acquistati.
| Regola | Esempio |
| --- | --- |
| Gli atomi nelle sostanze elementari hanno sempre stato di ossidazione zero.                                                                                              | In Cl2 l'OX del cloro è zero. In S8 lo zolfo ha OX zero. |
| Lo stato di ossidazione dell'ossigeno è -2, tranne nei perossidi, in cui vale -1, nei superossidi, dove vale -0,5 (anione O2-) e quando è legato al fluoro, in cui è +2. | In Na2O, H2O, MgO, Al2O3 l'ossigeno ha stato di ossidazione -2. Nei perossidi di idrogeno e di sodio (per esempio, H2O2 e Na2O2) ha stato di ossidazione -1. In OF2 l'ossigeno ha stato di ossidazione +2. In KO2 (superossido di potassio) vale -0,5                                      |
| Lo stato di ossidazione dell'idrogeno è +1, fanno eccezione i casi in cui H è combinato con un metallo, nel qual caso ha stato di ossidazione -1.                        | In H2O, HCl, H2SO3, HF, NH3, PH3, CH4 l'idrogeno ha OX +1. Negli idruri dei metalli, come LiH, CuH, l'idrogeno ha OX -1 (notiamo che H è posto a destra della formula). |
| Gli ioni monoatomici hanno stato di ossidazione coincidente con la carica elettrica.                                                                                     | Il ferro in Fe3+ ha OX +3. Il sodio in NaCl (Na+Cl-) ha OX +1. Il magnesio in MgO (Mg2+O2-) ha OX +2. |
| In uno ione poliatomico la somma degli stati di ossidazione deve equivalere alla carica dello ione.                                                                      | In OH- l'ossigeno ha OX -2 e l'idrogeno ha OX +1. La somma dà -1. In SO42- i 4 ossigeni danno -8. Perché avanzi -2 allo ione, lo zolfo deve avere OX +6. In Cr2O72- i 7 ossigeni danno -14; perché restino due cariche negative i due atomi di cromo devono avere +12, quindi +6 ciascuno. |
| In una molecola o in un composto ionico la somma degli stati di ossidazione deve essere zero (le molecole sono neutre).                                                  | In H2O ogni idrogeno ha OX +1 e l'ossigeno ha OX -2, quindi +1+1-2=0. In PbO2 i due ossigeni (con OX -2) danno -4; perché il totale sia zero, il piombo deve avere OX +4. |
| In un legame covalente gli elettroni condivisi sono formalmente attribuiti all'atomo più elettronegativo.                                                                | In PCl3 il fosforo forma tre legami con il più elettronegativo cloro. Quindi il fosforo ha OX +3 e il cloro ha OX -1. |

Lo stato di ossidazione non fa distinzione tra valenza covalente o ionica, ma può essere utile saper distinguere i due casi poiché i composti ionici hanno caratteristiche molto diverse da quelli covalenti.
Per quanto riguarda gli stati ionici, in generale i non metalli si trasformano in anioni mentre i metalli diventano cationi. Gli ioni negativi monoatomici con carica superiore a 1 (O2-, N3-, P3-) non possono esistere nelle soluzioni acquose, poiché reagiscono con l'acqua. Essi possono trovarsi solo allo stato solido, combinati con ioni positivi.
Le cariche di tali ioni presentano un andamento periodico evidente, almeno per i gruppi principali.

## Leggere e scrivere le formule
Ogni composto è rappresentabile con una formula i cui simboli esprimono, sinteticamente, i tipi di atomi e il loro numero. Per esempio una molecola di CO2, diossido di carbonio, contiene un atomo di carbonio e due atomi di ossigeno. Il numero due, in basso a destra di O, si chiama indice numerico e ci indica quanti atomi di ossigeno ci sono nella molecola o nella formula. A destra del C non ci sono numeri; per convenzione il simbolo nudo sottintende il numero uno.
Nel leggere gli indici di una molecola usiamo i seguenti prefissi:
| Prefisso  | Quantità |
| --------- | -------- |
| mono-     | 1        |
| di- / bi- | 2        |
| tri-      | 3        |
| tetra-    | 4        |
| penta-    | 5        |
| esa-      | 6        |
| epta-     | 7        |
| otta-     | 8        |
| nona-     | 9        |
| deca-     | 10       |

La maggior parte dei composti è formata da due parti; una, quella a sinistra nella formula chimica, è costituita da un elemento con carattere metallico o da un catione, mentre l'altra (quella a destra nella formula chimica) è costituita da un non metallo o da un anione. In generale, scriviamo a sinistra della formula l'elemento che ha stato di ossidazione più positivo.
Per i composti binari, cioè formati da due elementi, il nome si costruisce indicando per primo l'elemento scritto a destra (che è più negativo) con la desinenza -uro seguito dal nome dell'altro elemento. Fanno eccezione i composti dell'ossigeno, che vengono chiamati ossidi e non ossigenuri.
Per poter scrivere correttamente le formule bisogna rispettare la regola 6 degli stati di ossidazione, in base alla quale la somma degli stati di ossidazione degli atomi più positivi deve essere uguale e opposta a quella degli elementi non metallici scritti a destra nel composto.
Se tutti e due gli ioni (catione e anione) hanno lo stesso stato di ossidazione in valore assoluto (+1 -1, +2 -2, +3 -3 ecc.), otteniamo la formula scrivendo affiancati i simboli dei due ioni.
Se gli stati di ossidazione sono diversi, la strada più veloce per arrivare alla formula consiste nell'usare lo stato di ossidazione di un elemento come indice dell'altro e viceversa.
Nei composti binari, per esempio, il numero di atomi di ciascun elemento nella formula è uguale allo stato di ossidazione dell'altro elemento, come nella formula del diossido di piombo con stato di ossidazione Pb+4.
1. Scriviamo i simboli con i rispettivi stati di ossidazione nell'ordine corretto: prima l'elemento più metallico (catione) e poi l'anione non metallico o poliatomico.
2. Lo stato di ossidazione del metallo diventa l'indice del non metallo e viceversa.
3. Nell'eventualità che i due indici della formula abbiano un divisore comune, la formula si semplifica. Nel caso in esame, dividiamo gli indici per 2.

La semplificazione non va fatta in alcuni casi, come quello dell'acqua ossigenata (H2O2) o nel caso in cui l'ossigeno formi un perossido con un elemento del primo gruppo.
Un altro metodo per determinare le formule chimiche è basato sul calcolo del minimo comune multiplo fra le valenze ioniche.

## La nomenclatura chimica
La nomenclatura chimica permette di identificare i composti mediante un nome specifico, che si definisce a partire dalla formula della sostanza.
Alcuni composti sono indicati prevalentemente con il loro nome comune: sono un esempio l'acqua (H2O) e l'ammoniaca (NH3). Nella maggior parte dei casi però per attribuire il nome ai differenti composti si utilizzano alcune regole codificate. Esistono diversi sistemi di nomenclatura: la nomenclatura tradizionale, quella IUPAC e la nomenclatura di Stock.
1. La nomenclatura tradizionale è basata principalmente sulla divisione degli elementi in metalli e non metalli e tiene conto dello stato di ossidazione degli atomi che formano la molecola.
2. La nomenclatura secondo la notazione di Stock, ufficializzata dalla IUPAC nel 1940, fornisce informazioni più chiare sullo stato di ossidazione degli elementi; essa infatti indica gli stati di ossidazione con cifre romane poste tra parentesi.
3. La nomenclatura IUPAC è basata sulle regole redatte dalla IUPAC nel 1959, riviste nel 1971 e nel 1990; essa ci consente di evidenziare, in modo chiaro e immediato, la relazione fra il nome di un composto e la sua formula chimica.

La seguente tabella mostra le radici dei nomi di alcuni elementi usate per attribuire i nomi ai composti.
| Z  | Gruppo | Elemento | Radice del nome |
| -- | ------ | -------- | --------------- |
| 1  | I      | Idrogeno | idr-            |
| 5  | III    | Boro     | bor-            |
| 6  | IV     | Carbonio | carb- o carbon- |
| 14 | IV     | Silicio  | silic-          |
| 32 | IV     | Germanio |                 |
| 50 | IV     | Stagno   | stann-          |
| 7  | V      | Azoto    | nitr- o ammoni- |
| 15 | V      | Fosforo  | fosf-           |
| 16 | VI     | Zolfo    | solf-           |
| 34 | VI     | Selenio  | seleni-         |
| 9  | VII    | Fluoro   | fluor-          |
| 17 | VII    | Cloro    | clor-           |
| 35 | VII    | Bromo    | brom-           |
| 53 | VII    | Iodio    | iod-            |

### La nomenclatura dei composti binari
Ci sono due classi di composti binari (formati cioè da due elementi chimici): i composti ionici e i composti molecolari.
I composti ionici sono costituiti da un catione metallico (che si scrive per primo nella formula chimica) e da un anione non metallico. I composti più importanti appartenenti a questa classe sono gli idruri ionici (o salini), i sali binari (per esempio gli alogenuri e i solfuri) e gli ossidi basici.
L'altra classe, quella dei composti binari molecolari, comprende gli ossidi acidi (chiamati anidridi nel linguaggio tradizionale) gli idracidi e gli idruri covalenti (o molecolari).

#### I sali binari
Le formule di questi composti ionici comprendono una parte metallica (la prima) e una non metallica (la seconda).
Nella nomenclatura IUPAC, gli ioni monoatomici negativi sono denominati aggiungendo il suffisso -uro al nome del non metallo da cui derivano.
| F-       | Cl-     | Br-     | I-     | S2-     | N3-     |
| fluoruro | cloruro | bromuro | ioduro | solfuro | nitruro |

Nella denominazione di questi composti, contrariamente a quanto accade nella formula, il nome dello ione positivo segue quello dell'anione.
| Formula | Nome              |
| ------- | ----------------- |
| NaCl    | cloruro di sodio  |
| CaS     | solfuro di calcio |

Se i due elementi si combinano in modi diversi, usiamo i prefissi mono-, di-, tri-, tetra-, penta-, esa-, epta- a seconda del numero di atomi che entrano a far parte del composto.
Come possiamo vedere nella tabella seguente, il suffisso -uro segue il nome dell'anione, che a sua volta è preceduto dal prefisso che indica il numero degli atomi presenti nella formula.
| Formula | Nome tradizionale    | Nome secondo Stock    | Nome IUPAC                |
| ------- | -------------------- | --------------------- | ------------------------- |
| FeCl2   | cloruro ferroso      | cloruro di ferro(II)  | dicloruro di ferro        |
| FeCl3   | cloruro ferrico      | cloruro di ferro(III) | tricloruro di ferro       |
| Al2S3   | solfuro di alluminio | solfuro di alluminio  | trisolfuro di dialluminio |
| CuCl    | cloruro rameoso      | cloruro di rame(I)    | monocloruro di rame       |
| CuCl2   | cloruro rameico      | cloruro di rame(II)   | dicloruro di rame         |

Per esempio in Fe2S3 l'anione è solfuro e gli atomi di zolfo sono tre: il nome quindi sarà trisolfuro, dove il prefisso tri- si riferisce ai tre atomi di zolfo. Poiché allo zolfo sono legati due atomi di ferro si aggiungerà di diferro, dove il prefisso di- indica la presenza dei due atomi di ferro.
La nomenclatura di Stock che è riportata nella tabella prevede l'indicazione dello stato di ossidazione dello ione (numero romano scritto in parentesi) tranne che nel caso dei composti fra non metalli. Inoltre, lo stato di ossidazione tra parentesi non va inserito quando il metallo ne possiede uno solo, e il prefisso mono- va usato solo se necessario.
Nel caso dei sali binari è ancora in uso la nomenclatura tradizionale che utilizza i suffissi -oso e -ico per indicare rispettivamente lo stato di ossidazione minore e quello maggiore dei cationi metallici.
I possibili stati di ossidazione degli elementi chimici si trovano sulla tavola periodica. Consideriamo per esempio i due cloruri del ferro. Nel caso di FeCl2 il ferro presenta stato di ossidazione +2; dato che secondo la tavola periodica il ferro può avere anche stato di ossidazione +3, nella molecola di FeCl2 il ferro presenta lo stato di ossidazione inferiore; il nome tradizionale sarà perciò cloruro ferroso (cloruro + nome del catione con suffisso -oso).
Nella molecola FeCl3 lo stato di ossidazione del ferro è +3, ovvero lo stato di ossidazione maggiore fra quelli possibili: il nome della molecola sarà quindi cloruro ferrico (cloruro + nome del catione con suffisso -ico).
Analogamente, i due cloruri del rame si chiamano cloruro rameoso e cloruro rameico.

#### I composti binari dell'ossigeno
L'ossigeno forma composti con quasi tutti gli elementi della tavola periodica; tali composti si chiamano ossidi. In essi, l'ossigeno ha sempre stato di ossidazione -2. L'unica eccezione è costituita dal composto OF2, che non è un ossido ma un fluoruro, nel quale O ha stato di ossidazione +2; infatti il fluoro è l'unico elemento più elettronegativo dell'ossigeno.
Nella formula degli ossidi si scrive mettendo sempre l'ossigeno a destra, preceduto dall'altro elemento. Nella tabella seguente, in base alla valenza dell'elemento E generico, indichiamo tutte le possibili formule degli ossidi e alcuni esempi.
La nomenclatura IUPAC utilizza il termine ossido preceduto dai prefissi mono-, di-, tri- ecc. in base al numero di atomi di ossigeno presenti nella molecola. A tale termine seguono di e il nome del catione preceduto da un prefisso che specifica il numero di atomi con cui il catione compare nella molecola.
Secondo la nomenclatura di Stock gli ossidi dei vari elementi, con stato di ossidazione variabile, sono distinti indicando lo stato di ossidazione con un numero romano posto tra parentesi.
La nomenclatura tradizionale, a differenza delle altre due, distingue gli ossidi dei metalli (ossidi basici) da quelli dei non metalli (ossidi acidi) e utilizza regole diverse nei due casi.
Gli ossidi dei metalli hanno in genere comportamento basico, indicato dalla reazione dell'ossido con l'acqua in cui si formano ioni OH- (idrossido) capaci di colorare di blu la cartina universale del pH. Le sostanze basiche insolubili in acqua sono invece riconoscibili dalla capacità di solubilizzarsi negli acidi.
Nella seguente tabella riportiamo alcuni esempi di ossidi basici e i relativi nomi, utilizzando sia la nomenclatura IUPAC, sia quella secondo Stock, sia quella tradizionale.
| Stato di ossidazione dell'atomo E | Formula generica | Esempio | Nome IUPAC               |
| --------------------------------- | ---------------- | ------- | ------------------------ |
| 1                                 | E2O              | Na2O    | ossido di disodio        |
| 2                                 | EO               | MgO     | ossido di magnesio       |
| 3                                 | E2O3             | Al2O3   | triossido di dialluminio |
| 4                                 | EO2              | CO2     | diossido di carbonio     |
| 5                                 | E2O5             | V2O5    | pentossido di divanadio  |
| 6                                 | EO3              | UO3     | triossido di uranio      |
| 7                                 | E2O7             | Mn2O7   | eptossido di dimanganese |
| 8                                 | EO4              | OsO4    | tetrossido di osmio      |

| Elemento | Stato di ossidazione | Formula   | Nome tradizionale               | Nome secondo Stock                        | Nome IUPAC                              |
| -------- | -------------------- | --------- | ------------------------------- | ----------------------------------------- | --------------------------------------- |
| Cu       | +1 +2                | Cu2O CuO  | ossido rameoso ossido rameico   | ossido di rame(I) ossido di rame(II)      | monossido di dirame monossido di rame   |
| Sn       | +2 +4                | SnO SnO2  | ossido stannoso ossido stannico | ossido di stagno(II) ossido di stagno(IV) | monossido di stagno diossido di stagno  |
| Fe       | +2 +3                | FeO Fe2O3 | ossido ferroso ossido ferrico   | ossido di ferro(II) ossido di ferro(III)  | monossido di ferro triossido di diferro |

Come vediamo nella tabella, secondo la nomenclatura tradizionale si utilizza il suffisso -oso quando il metallo ha stato di ossidazione minore e il suffisso -ico quando il metallo ha stato di ossidazione maggiore.
Gli ossidi dei non metalli hanno invece comportamento acido; tale comportamento è caratterizzato dalla capacità degli ossidi di reagire con l'acqua sviluppando ioni H+ solvatati (H3O+ o ioni idronio). Le soluzioni acide risultanti sono riconoscibili dalla cartina universale del pH, che assume colorazione rossa o arancio.
Nel caso degli ossidi acidi, la nomenclatura tradizionale utilizza il termine anidride al posto di ossido. Tale denominazione, molto comune in passato, non è più utilizzata in chimica.
1. Quando il non metallo ha un solo stato di ossidazione, allora il composto prende il nome di anidride seguito dal nome del catione con il suffisso -ica: anidride borica.
2. Se il non metallo ha due stati di ossidazione, utilizziamo come al solito i suffissi -osa (stato di ossidazione minore) e -ica (stato di ossidazione maggiore): anidride solforosa, anidride solforica.
3. Se infine il non metallo presenta più di due stati di ossidazione aggiungiamo il prefisso ipo- (stato di ossidazione minimo) e il prefisso per- (stato di ossidazione massimo): anidride ipoclorosa, anidride clorosa, anidride clorica, anidride perclorica.

Esistono composti che non seguono neppure le regole della nomenclatura tradizionale; è il caso degli ossidi dell'azoto, del carbonio, del manganese e del cromo. Questo è uno dei motivi per cui è consigliabile utilizzare sempre la nomenclatura IUPAC.
Per quanto riguarda la nomenclatura secondo Stock, la regola è la stessa degli ossidi basici: ossido di + nome del non metallo, seguito dallo stato di ossidazione scritto in numeri romani tra parentesi: ossido di zolfo(IV), ossido di zolfo(VI).
Un tipo particolare di ossidi, i perossidi, contiene due atomi di ossigeno legati tra loro: -O-O- oppure O2−2, dove l'ossigeno ha stato di ossidazione -1. In questi composti, l'atomo di ossigeno presente in più rispetto ai normali ossidi tende a essere rilasciato facilmente.
La nomenclatura IUPAC, così come quella tradizionale e quella di Stock, utilizza il termine perossido seguito dal nome dell'altro elemento: H2O2 perossido di idrogeno; Na2O2 perossido di sodio (un solido di colore giallo). Il perossido di idrogeno, noto anche come acqua ossigenata, è un liquido che usiamo comunemente come disinfettante proprio grazie alla sua capacità di liberare ossigeno, tossico per gli organismi patogeni.
| Elemento | Stato di ossidazione | Formula                     | Nome tradizionale                                                                                               | Nome IUPAC |
| -------- | -------------------- | --------------------------- | --- | --- |
| B        | +3                   | B2O3                        | anidride borica                                                                                                 | triossido di diboro |
| C        | +4 +2                | CO2 CO                      | anidride carbonica anidride carboniosa                                                                          | diossido di carbonio monossido di carbonio                                                                                 |
| N        | +1 +2 +3 +4 +5       | N2O NO N2O3 NO2 N2O4 N2O5   | protossido di azoto ossido di azoto anidride nitrosa ipoazotide o diossido di azoto ipoazotide anidride nitrica | monossido di diazoto monossido di azoto triossido di diazoto diossido di azoto tetrossido di diazoto pentossido di diazoto |
| P        | +3 +5                | P2O3 P2O5                   | anidride fosforosa anidride fosforica                                                                           | triossido di difosforo pentossido di difosforo                                                                             |
| S        | +4 +6                | SO2 SO3                     | anidride solforosa anidride solforica                                                                           | diossido di zolfo triossido di zolfo                                                                                       |
| Cl       | +1 +3 +4 +5 +7       | Cl2O Cl2O3 ClO2 Cl2O5 Cl2O7 | anidride ipoclorosa anidride clorosa diossido di cloro anidride clorica anidride perclorica                     | monossido di dicloro triossido di dicloro diossido di cloro pentossido di dicloro eptossido di dicloro                     |
| Cr       | +2 +3 +6             | CrO Cr2O3 CrO3              | ossido cromoso ossido cromico anidride cromica                                                                  | monossido di cromo triossido di dicromo triossido di cromo                                                                 |
| Mn       | +2 +3 +4 +6 +7       | MnO Mn2O3 MnO2 MnO3 Mn2O7   | ossido manganoso ossido manganico diossido di manganese anidride manganica anidride permanganica                | monossido di manganese triossido di dimanganese diossido di manganese triossido di manganese eptossido di dimanganese      |

#### I composti binari dell'idrogeno
Possiamo distinguere i composti binari dell'idrogeno in tre gruppi: idruri salini, idruri molecolari e idracidi.
- Gli idruri salini o ionici sono composti dell'idrogeno con metalli poco elettronegativi, tipicamente i metalli del I e del II gruppo. Si tratta di composti ionici in cui l'atomo di idrogeno è presente sotto forma di ione idruro H- con stato di ossidazione -1. La formula di questi composti si scrive mettendo sempre per primo l'altro elemento e poi l'idrogeno: LiH.
- Gli idruri molecolari o covalenti sono composti dell'idrogeno con semimetalli e non metalli (gruppi 14, 15 e 16); esempi di tali composti sono il metano e l'ammoniaca. Anche in questo caso, nella formula si scrive prima il nome dell'altro elemento e poi quello dell'idrogeno: CH4, NH3. A differenza dei precedenti, questi composti sono costituiti da molecole e sono spesso liquidi o gassosi, mentre gli idruri salini sono solidi.

La tabella mostra le differenze tra queste due classi di composti.
| Idruri salini | Idruri covalenti |
| --- | --- |
| Sono formati da un metallo + idrogeno.                                                                                | Non metallo o semimetallo + idrogeno.                                                                               |
| Sono solidi (tranne GaH3 che è liquido).                                                                              | Sono gas, spesso infiammabili all'aria, o liquidi.                                                                  |
| Hanno un'elevata percentuale di carattere ionico.                                                                     | Sono tutti covalenti, con molecole poco polari o apolari, tranne NH3 che è molto polare.                            |
| Tendono a reagire con l'acqua sviluppando idrogeno gassoso e lasciando una soluzione basica di idrossido del metallo. | A contatto con l'acqua reagiscono in modo vario; CH4, per esempio, non è solubile in acqua e non reagisce con essa. |

La nomenclatura IUPAC di questi composti è unica: si usa infatti il termine idruro preceduto dal prefisso mono-, di-, tri-, ecc. (che indica il numero di atomi di idrogeno) seguito da di e dal nome dell'elemento legato all'idrogeno: tetraidruro di carbonio. Nella nomenclatura tradizionale, il termine idruro è seguito dal nome dell'altro elemento con il suffisso -oso oppure -ico a seconda dello stato di ossidazione. La nomenclatura secondo Stock indica come al solito lo stato di ossidazione tra parentesi e in numeri romani.
È importante ricordare che per molti idruri continuiamo a utilizzare il nome comune, il cui uso è permesso dalla IUPAC.
| Formula | Caratteristiche                                | Nome tradizionale   | Nome comune | Nome sistematico        |
| ------- | ---------------------------------------------- | ------------------- | ----------- | ----------------------- |
| LiH     | solido, ionico                                 | idruro di litio     |             | idruro di litio         |
| BaH2    | solido, ionico                                 | idruro di bario     |             | diidruro di bario       |
| AlH3    | solido covalente continuo, parzialmente ionico | idruro di alluminio |             | triidruro di alluminio  |
| CH4     | gas molecolare, infiammabile                   |                     | metano      | tetraidruro di carbonio |
| SiH4    | gas molecolare, si incendia all'aria           |                     | silano      | tetraidruro di silicio  |
| NH3     | gas molecolare, solubile in acqua              |                     | ammoniaca   | triidruro di azoto      |
| PH3     | gas molecolare, si incendia all'aria           |                     | fosfina     | triidruro di fosforo    |
| AsH3    | gas molecolare, si incendia all'aria           |                     | arsina      | triidruro di arsenico   |

Gli idracidi sono un piccolo gruppo di otto composti binari di natura molecolare, costituiti da idrogeno e da un non metallo.
La formula degli idracidi si scrive indicando sempre per primo l'atomo di idrogeno: HI, HF, HCl. Come dice il loro nome, questi composti hanno carattere acido: ciò significa che in soluzione acquosa le loro molecole si ionizzano liberando ioni H+ e anioni (per esempio ioni I-, F- oppure Cl-). La presenza degli ioni H+ conferisce una forte acidità alla soluzione, che diventa irritante e colora di rosso la cartina indicatrice.
La nomenclatura IUPAC denomina queste sostanze aggiungendo il suffisso -uro al nome del non metallo e aggiungendo poi di idrogeno: ioduro di idrogeno, fluoruro di idrogeno, cloruro di idrogeno.
| Formula | Nome IUPAC            | Nome tradizionale  |
| ------- | --------------------- | ------------------ |
| HF      | fluoruro d'idrogeno   | acido fluoridrico  |
| HCl     | cloruro d'idrogeno    | acido cloridrico   |
| HBr     | bromuro d'idrogeno    | acido bromidrico   |
| Hl      | ioduro d'idrogeno     | acido iodidrico    |
| H2S     | solfuro di diidrogeno | acido solfidrico   |
| HCN**   | cianuro d'idrogeno    | acido cianidrico   |
| H2Se    | seleniuro d'idrogeno  | acido selenidrico  |
| H2Te    | tellururo d'idrogeno  | acido telluridrico |

** pur non essendo un composto binario, per le sue proprietà chimiche è tradizionalmente assimilato ad essi
È molto usata anche la nomenclatura tradizionale, che aggiunge il suffisso -idrico al nome del non metallo e lo fa precedere dal termine acido: acido iodidrico, acido fluoridrico, acido cloridrico.

### La nomenclatura dei composti ternari
I composti ternari sono formati dalla combinazione di tre differenti elementi. I principali composti ternari sono gli idrossidi, gli ossiacidi (detti anche ossoacidi) e i sali degli ossiacidi.

#### Gli idrossidi
Gli idrossidi sono composti di tipo ionico che otteniamo facendo reagire gli ossidi basici con l'acqua.
Il gruppo monovalente caratteristico degli idrossidi è l'ossidrile (OH) presente come ione idrossido (OH-).
Nella formula, il simbolo del metallo precede il gruppo ossidrile OH. Per i metalli bivalenti, trivalenti, ecc., il gruppo OH si racchiude tra parentesi: Ca(OH)2 e non CaOH2.
La nomenclatura IUPAC assegna a questi composti il nome idrossido preceduto dal prefisso mono-, di-, tri-, ecc. per indicare il numero di gruppi OH presenti nella molecola, seguito dal nome del catione, per esempio idrossido di sodio.
Nella notazione di Stock facciamo seguire al nome del catione il numero romano tra parentesi che indica il suo stato di ossidazione; secondo la nomenclatura tradizionale, infine, distinguiamo i due stati di ossidazione per mezzo dei suffissi -oso e -ico. Dato che il gruppo OH è monovalente e forma un legame ionico, lo stato di ossidazione del catione coincide con il numero di gruppi OH che fanno parte della molecola. La tabella seguente riporta alcuni esempi di idrossidi con i relativi nomi.
| Formula | Nome tradizionale      | Nome secondo Stock      | Nome IUPAC                |
| ------- | ---------------------- | ----------------------- | ------------------------- |
| Ca(OH)2 | idrossido di calcio    | idrossido di calcio     | diidrossido di calcio     |
| Fe(OH)2 | idrossido ferroso      | idrossido di ferro(II)  | diidrossido di ferro      |
| Fe(OH)3 | idrossido ferrico      | idrossido di ferro(III) | triidrossido di ferro     |
| Sn(OH)2 | idrossido stannoso     | idrossido di stagno(II) | diidrossido di stagno     |
| Sn(OH)4 | idrossido stannico     | idrossido di stagno(IV) | tetraidrossido di stagno  |
| Al(OH)3 | idrossido di alluminio | idrossido di alluminio  | triidrossido di alluminio |

#### Gli ossiacidi
Si ottengono gli ossiacidi facendo reagire le anidridi con l'acqua. Secondo la nomenclatura tradizionale, ancora in uso, il nome di ciascun ossiacido deriva direttamente dalla corrispondente anidride.
L'unica differenza consiste nella sostituzione della parola anidride con acido; il suffisso terminale passa da femminile a maschile.
Secondo la nomenclatura tradizionale, quindi, il termine acido è seguito dal nome del non metallo con il suffisso -oso se il non metallo presenta stato di ossidazione minore e il suffisso -ico se presenta stato di ossidazione maggiore. Come nel caso delle anidridi, se gli stati di ossidazione del non metallo sono più di due utilizziamo anche i prefissi ipo- e per-.
La nomenclatura IUPAC chiama l'ossiacido con il nome del non metallo terminante in -ico indipendentemente dallo stato di ossidazione, che è indicato tra parentesi scritto in numeri romani. Il nome dell'elemento è preceduto dal prefisso osso- che se necessario riporta anche il numero di atomi di ossigeno che compaiono nella molecola; per esempio, acido diossonitrico.
Come gli idracidi, anche gli ossoacidi liberano ioni H+ quando vengono messi in soluzione acquosa.
| Formula | Stato di ossidazione del non metallo | Nome tradizionale | Nome IUPAC                   |
| ------- | ------------------------------------ | ----------------- | ---------------------------- |
| H2SO3   | +4                                   | acido solforoso   | acido triossosolforico(IV)   |
| H2SO4   | +6                                   | acido solforico   | acido tetraossosolforico(VI) |
| HNO2    | +3                                   | acido nitroso     | acido diossonitrico(III)     |
| HNO3    | +5                                   | acido nitrico     | acido triossonitrico(V)      |
| H2CO3   | +4                                   | acido carbonico   | acido triossocarbonico(IV)   |
| H3PO3   | +3                                   | acido fosforoso   | acido triossofosforico(III)  |
| H3PO4   | +5                                   | acido fosforico   | acido tetraossofosforico(V)  |
| HClO    | +1                                   | acido ipocloroso  | acido monossoclorico(I)      |
| HClO2   | +3                                   | acido cloroso     | acido diossoclorico(III)     |
| HClO3   | +5                                   | acido clorico     | acido triossoclorico(V)      |
| HClO4   | +7                                   | acido perclorico  | acido tetraossoclorico(VII)  |

#### Gli acidi meta-, piro-, orto-
Gli ossiacidi derivano dalla reazione di un'anidride con una molecola d'acqua. Alcune anidridi, però, possono combinarsi con l'acqua in rapporti diversi:
1:1 oppure 1:2 oppure 1:3
A seconda dei casi, otteniamo ossiacidi diversi. In situazioni come questa la nomenclatura tradizionale utilizza i prefissi meta-, piro- e orto-. La seguente tabella mostra un esempio che riguarda l'anidride fosforica P2O5.
| Rapporto                                    | Reazione             | Nome dell'acido                   |
| ------------------------------------------- | -------------------- | --------------------------------- |
| 1 molecola di anidride + 1 molecola d'acqua | P2O5 + H2O → 2HPO3   | acido metafosforico               |
| 1 molecola di anidride + 2 molecole d'acqua | P2O5 + 2H2O → H4P2O7 | acido pirofosforico               |
| 1 molecola di anidride + 3 molecole d'acqua | P2O5 + 3H2O → 2H3PO4 | acido ortofosforico (o fosforico) |

Questo comportamento è tipico delle anidridi di fosforo, arsenico, antimonio, silicio e boro.
I poliacidi sono acidi che otteniamo facendo reagire due o più molecole di anidridi con una o più molecole d'acqua; per denominare questi acidi si usano i prefissi di-, tri- e tetra-.
| Rapporto                                    | Reazione                | Nome dell'acido               |
| ------------------------------------------- | ----------------------- | ----------------------------- |
| 2 molecole di anidride + 1 molecola d'acqua | 2B2O3 + H2O → H2B4O7    | acido tetraborico             |
| 2 molecole di anidride + 1 molecola d'acqua | 2CrO3 + H2O → H2Cr2O7   | acido dicromico (o bicromico) |
| 4 molecole di anidride + 3 molecole d'acqua | 4SiO2 + 3H2O → H6Si4O11 | acido tetrasilicico           |

#### I sali ternari
I sali ternari sono composti ionici che derivano dagli acidi per sostituzione di uno o più idrogeni con un catione metallico o con lo ione ammonio NH4+.
Per la nomenclatura tradizionale dei sali ternari valgono le seguenti regole:
1. Se l'acido termina in -oso il sale assume il suffisso -ito;
2. Se l'acido termina in -ico il sale assume il suffisso -ato.

Per esempio, dall'acido solforico (H2SO4) otteniamo i solfati, al nome dell'anione segue poi quello del catione: solfato di sodio, nel caso in cui il catione abbia più stati di ossidazione si farà terminare il nome del catione con -oso o -ico rispettivamente per lo stato più basso e quello più alto: solfato rameoso, solfato rameico. Se gli stati di ossidazione sono più di due utilizziamo, come per gli acidi, i prefissi ipo- e per-: ipoclorito di sodio.
Nel caso in cui gli anioni corrispondenti, e a loro volta i sali, derivano da acidi che contengono due atomi di idrogeno e solo uno dei due viene perso, tali composti vengono denominati mettendo il termine "acido" dopo il nome dell'anione. Comunemente non si usa però la parola acido, ma si preferisce aggiunge il prefisso bi- al nome dell'anione: bisolfato. Se invece gli anioni derivano da acidi che contengono tre o quattro atomi di idrogeno, si aggiunge la parola "monoacido" se è rimasto un solo idrogeno; "biacido" se sono rimasti due atomi di idrogeno e "triacido" se ne sono rimasti tre.
I sali binari derivano invece dagli idracidi per sostituzione di uno o più atomi di idrogeno. Ricordiamo che in questo caso il nome dell'acido termina in -idrico e il nome del sale assume il suffisso -uro (per esempio, dall'acido cloridrico HCl deriva il cloruro di sodio NaCl).
La nomenclatura IUPAC utilizza le stesse regole viste per gli ossiacidi: all'anione poliatomico (o residuo) si aggiunge il suffisso -ato indipendentemente dallo stato di ossidazione del non metallo, che è indicato tra parentesi in numeri romani; il nome dell'anione è seguito dal nome del catione, anch'esso, se necessario, seguito dal proprio stato di ossidazione: triossosolfato(IV) di ferro(II). I prefissi mono-, di-, tri- servono a specificare il numero di atomi.
Gli acidi che contengono più di un idrogeno, come l'acido solforico (H2SO4), sono detti poliprotici e da essi possiamo togliere un numero variabile di atomi di idrogeno, ottenendo sali acidi. Se la sostituzione degli ioni idrogeno è parziale al nome dell'anione poliatomico si fa precedere la dizione: mono-, di- .... idrogeno: (mono)idrogenosolfato(VI); come si può notare, nel caso in cui residuino uno o più idrogeni, nella nomenclatura il numero di atomi di ossigeno viene sempre tralasciato. Per ogni idrogeno che viene tolto si aggiunge una carica negativa al residuo. Per esempio, l'acido carbonico, H2CO3, può originare lo ione CO32- triossocarbonato(IV), perdendo due idrogeni, o lo ione HCO3-, idrogenocarbonato(IV), perdendone uno solo.
Esistono inoltre sali basici, che uniscono uno o più ioni OH- (idrossido) all'anione dell'acido. Tali sali sono denominati con l'aggiunta "monobasico" o "dibasico", a seconda del numero di gruppi OH, che sono indicati tra parentesi.
I cosiddetti sali doppi sono sali composti da due diversi cationi metallici, entrambi legati all'anione poliatomico. La loro denominazione segue le stesse regole degli altri sali: aggiungiamo semplicemente il termine doppio dopo il nome dell'anione: il nome del composto NaK(CO3) è carbonato doppio di sodio e potassio.
Infine, i sali idrati sono sali le cui molecole sono legate a una o più molecole d'acqua; in questo caso aggiungiamo al nome del sale il termine idrato preceduto dal prefisso mono-, di-, tri- ecc. in base al numero di molecole d'acqua indicate dalla formula.